# Sparreska palatset, Hamngatan
För andra betydelser, se Sparreska palatset.

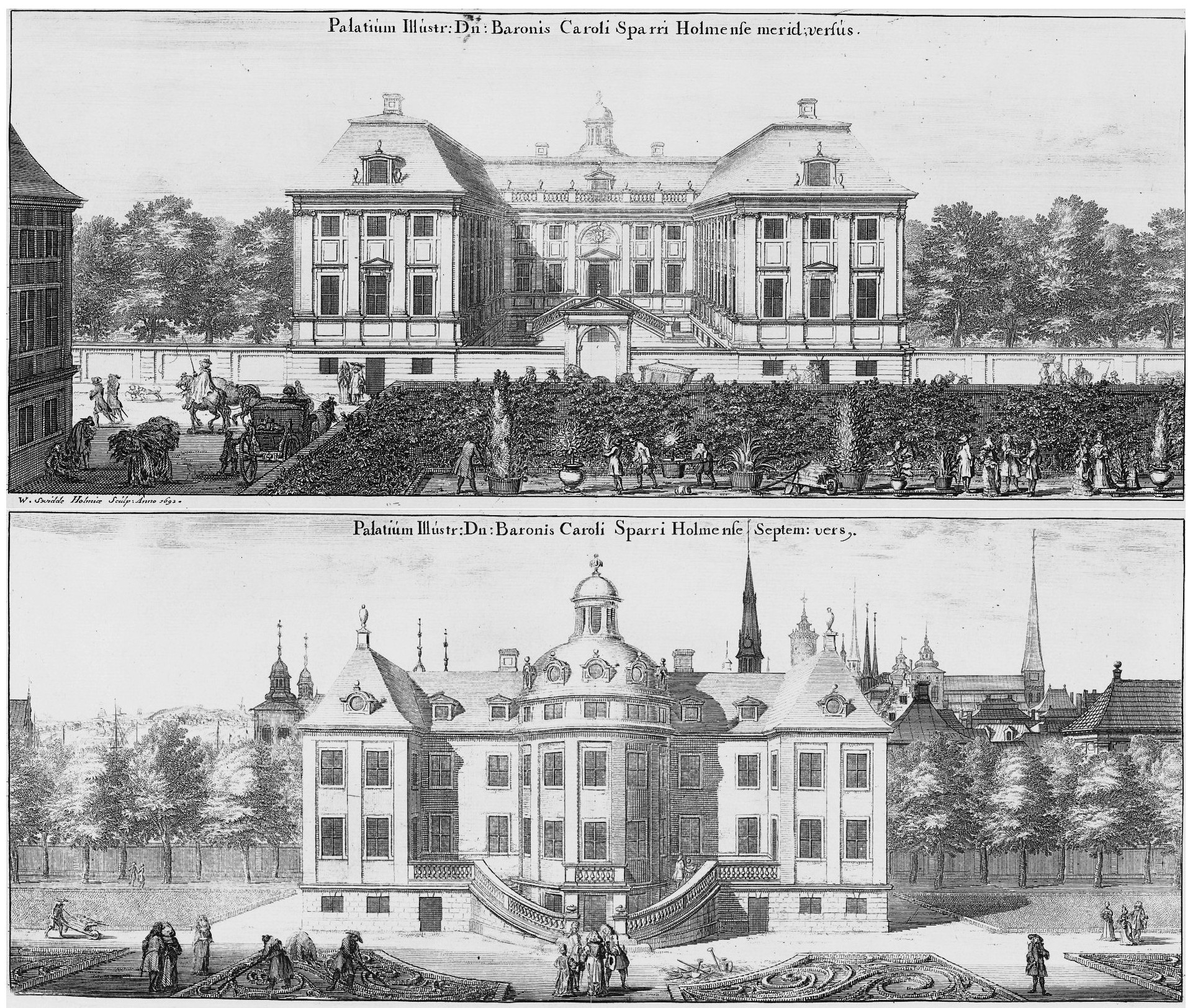
Palatsets södra och norra fasad avbildat i Suecia antiqua et hodierna 1692

Sparreska palatset var ett palats beläget i kvarteret Hästen vid Hamngatan 18 på Norrmalm i Stockholm. Byggnaden från 1670-talet revs 1913. På platsen uppfördes varuhuset  Nordiska Kompaniet.

## Historik

### Adelspalats och änkehus

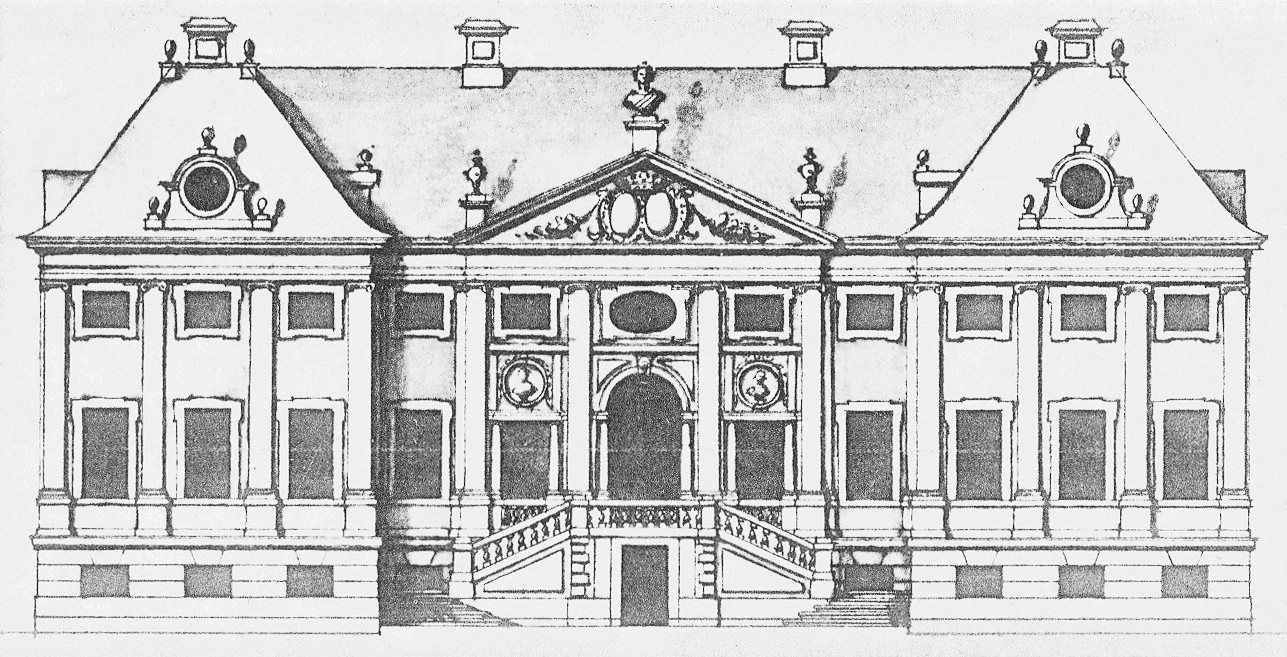
Nicodemus Tessin d.ä.:s fasadritning.

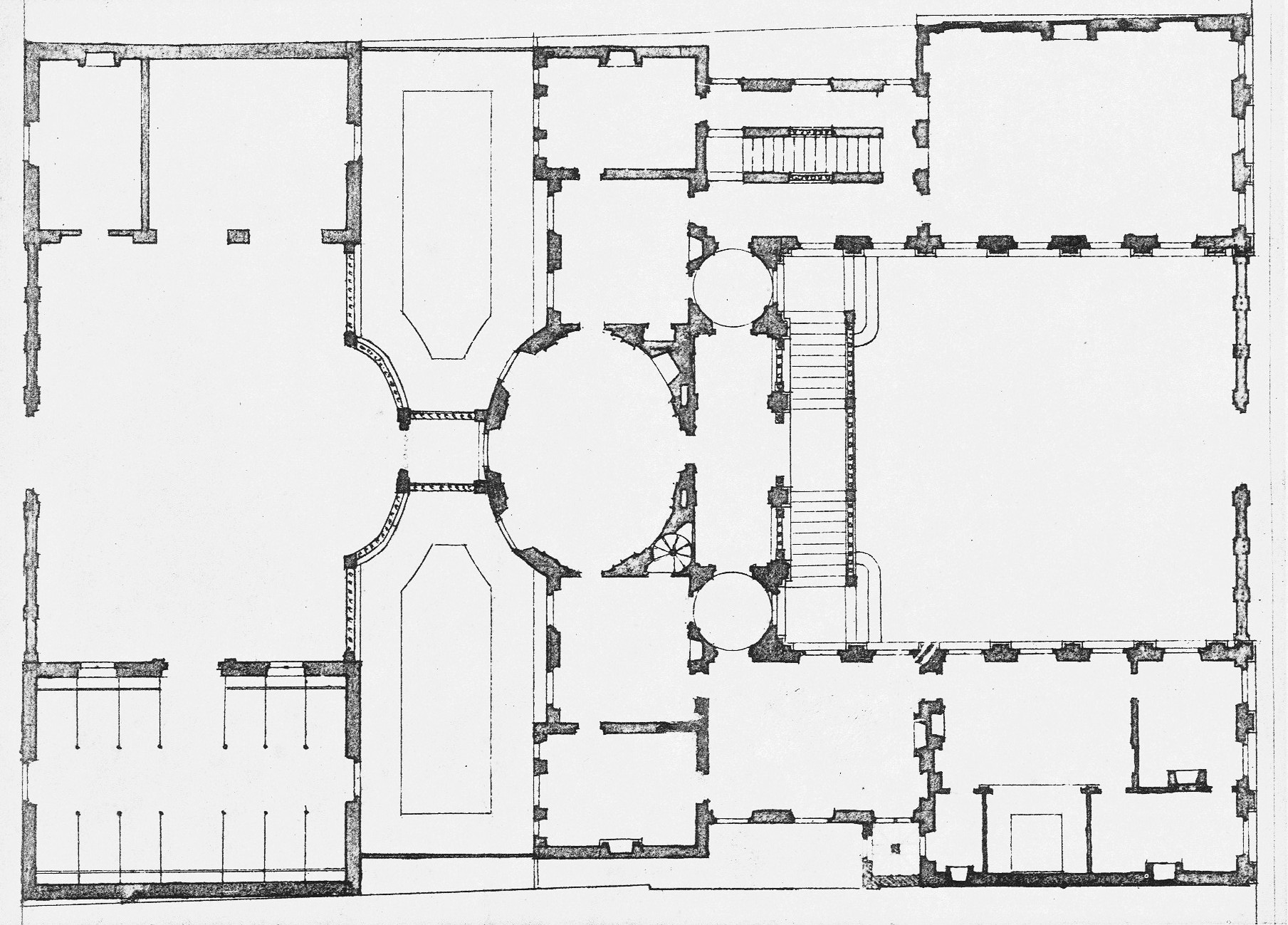
Sparreska palatset Tessins planritning
(entrésidan, söder, till höger)

Guvernören och generalen friherre Carl Larsson Sparre (1627–1702) lät med början under 1670-talet uppföra ett stort barockpalats vid Kungsträdgårdens nordvästra hörn. Tomten sträckte sig mellan nuvarande Hamngatan och Smålandsgatan. 
Huvudfasaden var åt söder (mot Hamngatan), övriga delen (mot Smålandsgatan) var bebyggd med en stallanläggning. Däremellan fanns en trädgård. Palatset bestod av en tvärställd volym i två våningar på hög sockel med en stor oval sal i centrum som avtecknade sig i fasaden mot norr. Huvudbyggnaden flankerades av två flyglar, lika höga som huvudbyggnaden. Entréportalen nåddes via en dubbel fritrappa. Palatset ritades troligen av Nicodemus Tessin den äldre, eftersom åtminstone en del av den stora byggnaden fanns enligt en tomthandling från 1675, men även sonen Nicodemus Tessin den yngre har varit inblandad till betydande del eftersom de bevarade ritningarna bär hans signatur. 
Palatset hade knappt blivit inrett förrän det 1686 till stora delar förstördes av en brand. Det dröjde nästan 40 år innan det återuppbyggdes. Stenfragment, bland annat de joniska kapitälen och deras baser i italiensk marmor, har bevarats och finns nu i Stockholms stadsmuseum. Palatset finns redovisat i kvarteret Hästen (XIII - w) på Petrus Tilleus karta från 1733.
Sedan Carl Sparres palats övertagits av staten 1742 uppläts det åt Borgerskapets änkehus.

### Varietétid
Under 1880-talet genomgick palatset en stor ombyggnad och utbyggnad under arkitekt Ludvig Petterssons ledning. Den så kallade Sveasalen, som utformades i nymorisk stil stil, blev en riksbekant konsert- och varietélokal.

### Biograf och rivning
I januari 1912 öppnade biografen Röda Kvarn i huset. 1913 revs det Sparreska palatset för att ge plats åt NK-huset.

### Bilder

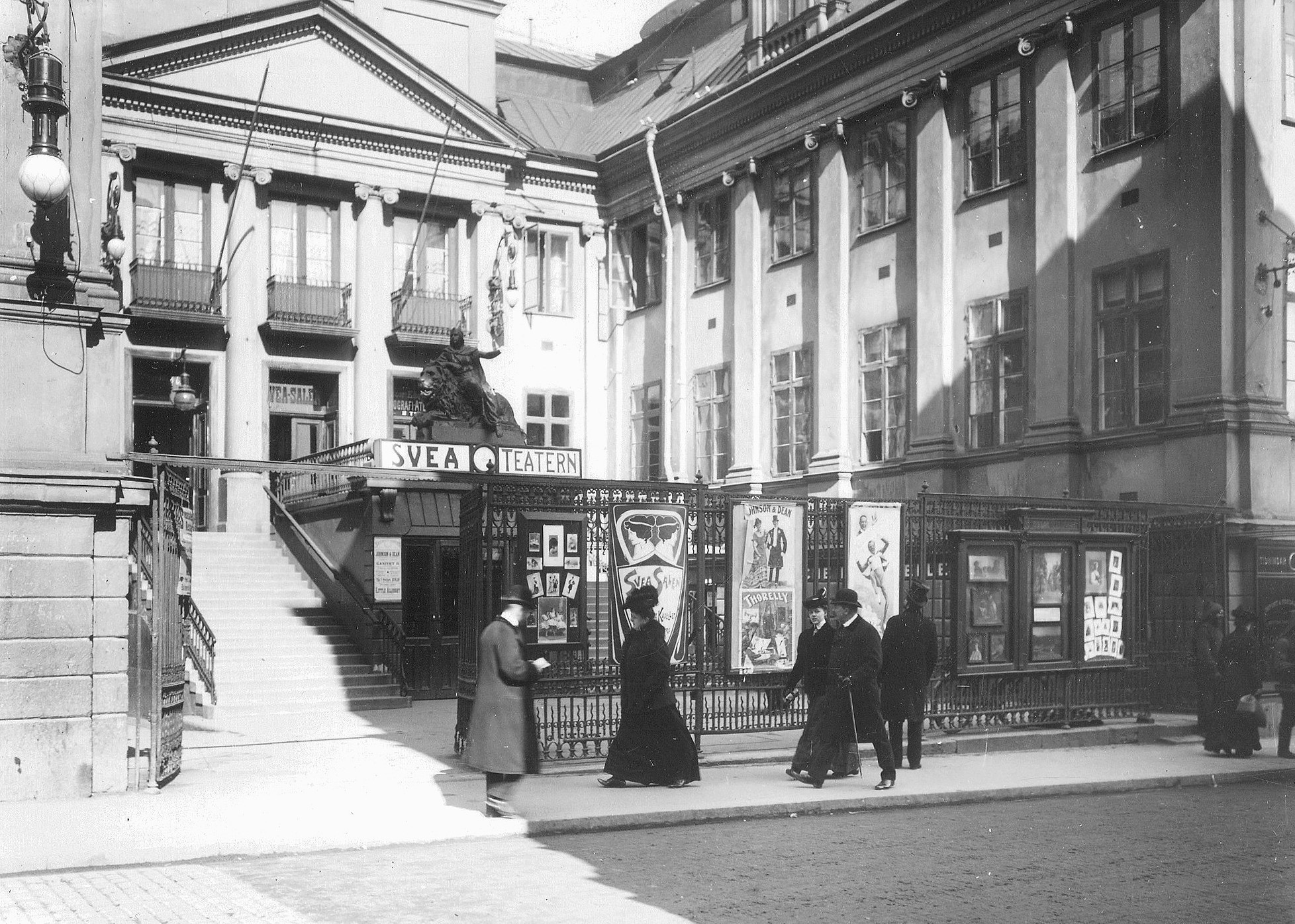
Sparreska palatsets entré från Hamngatan, omkring 1910.
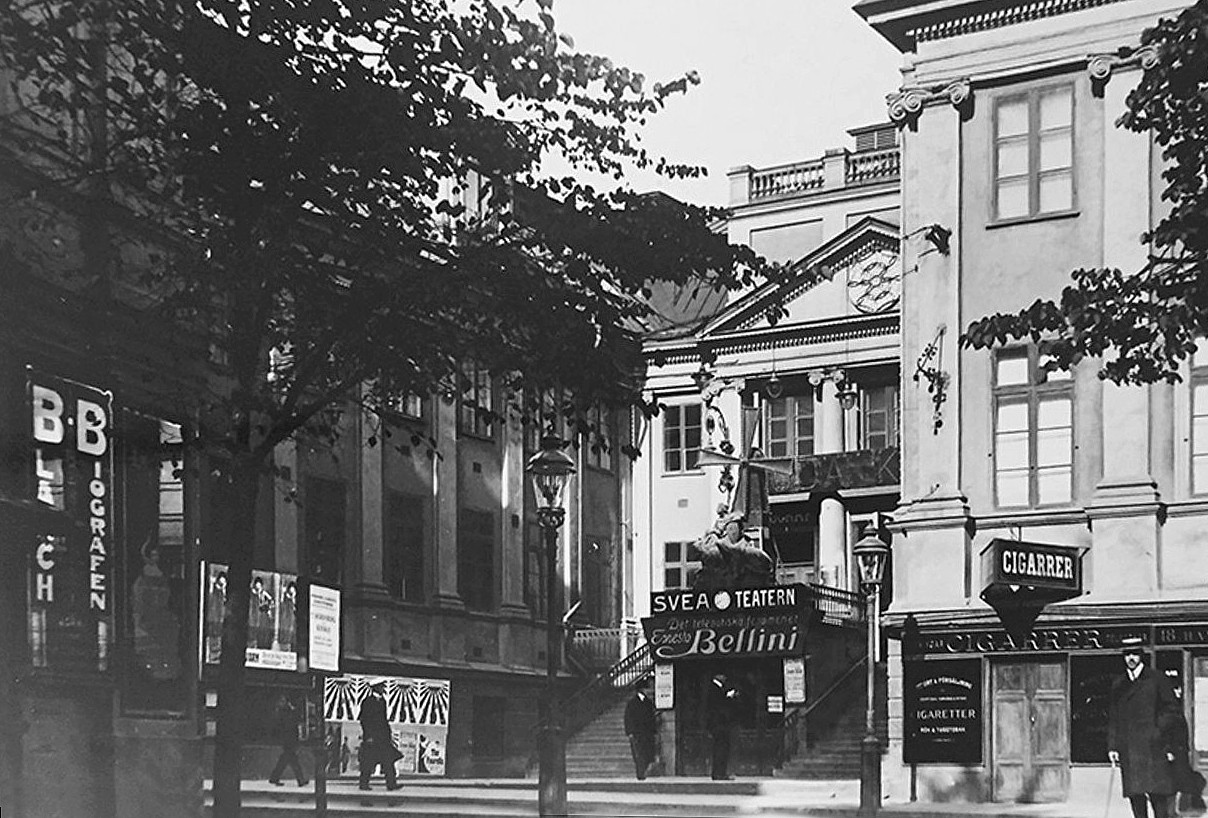
Sparreska palatset med Röda Kvarn i Sveasalen, omkring 1910.
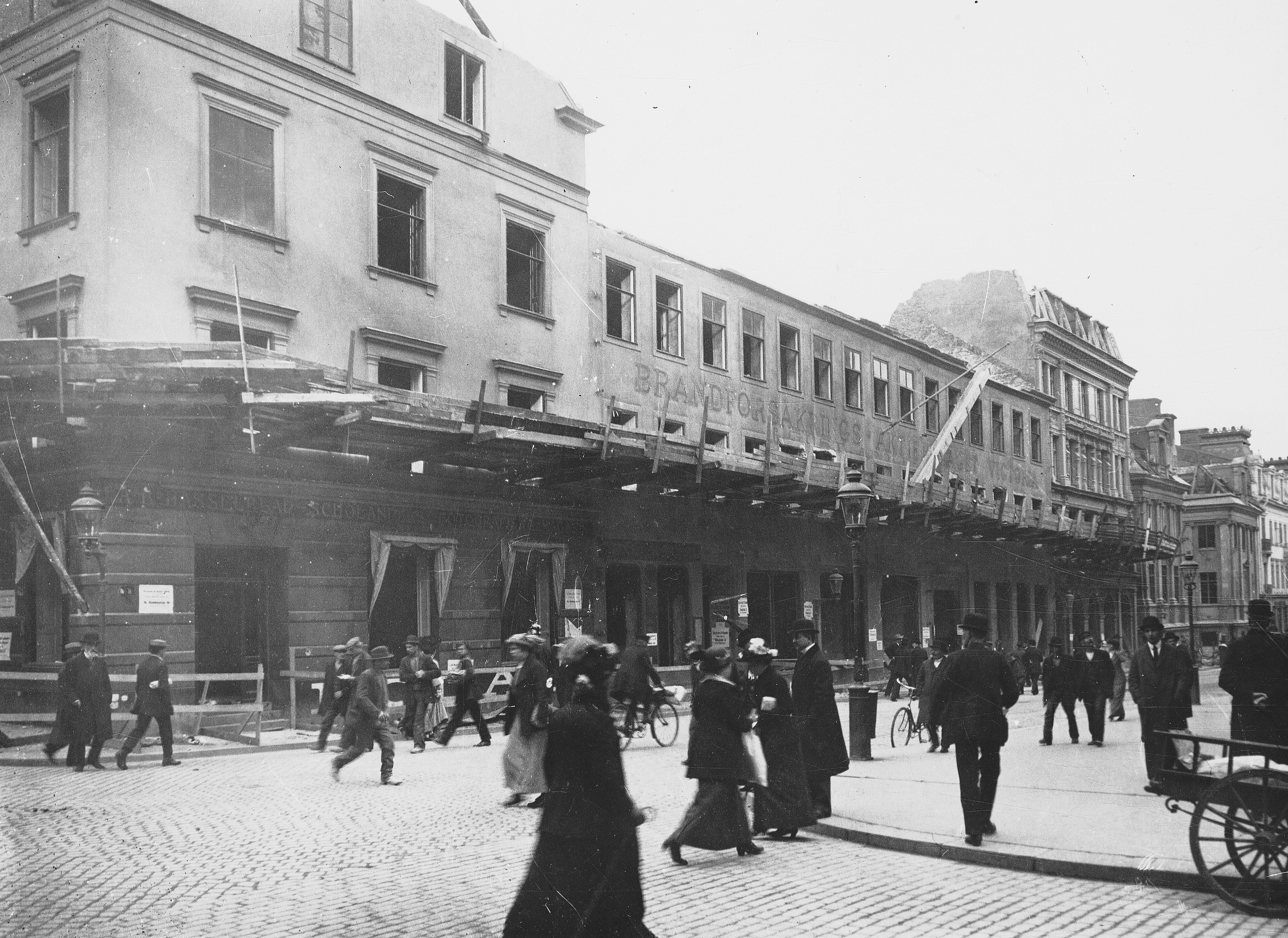
Rivning av Hamngatan 18-20 (palatsbyggnaden i bakgrunden) 1913.
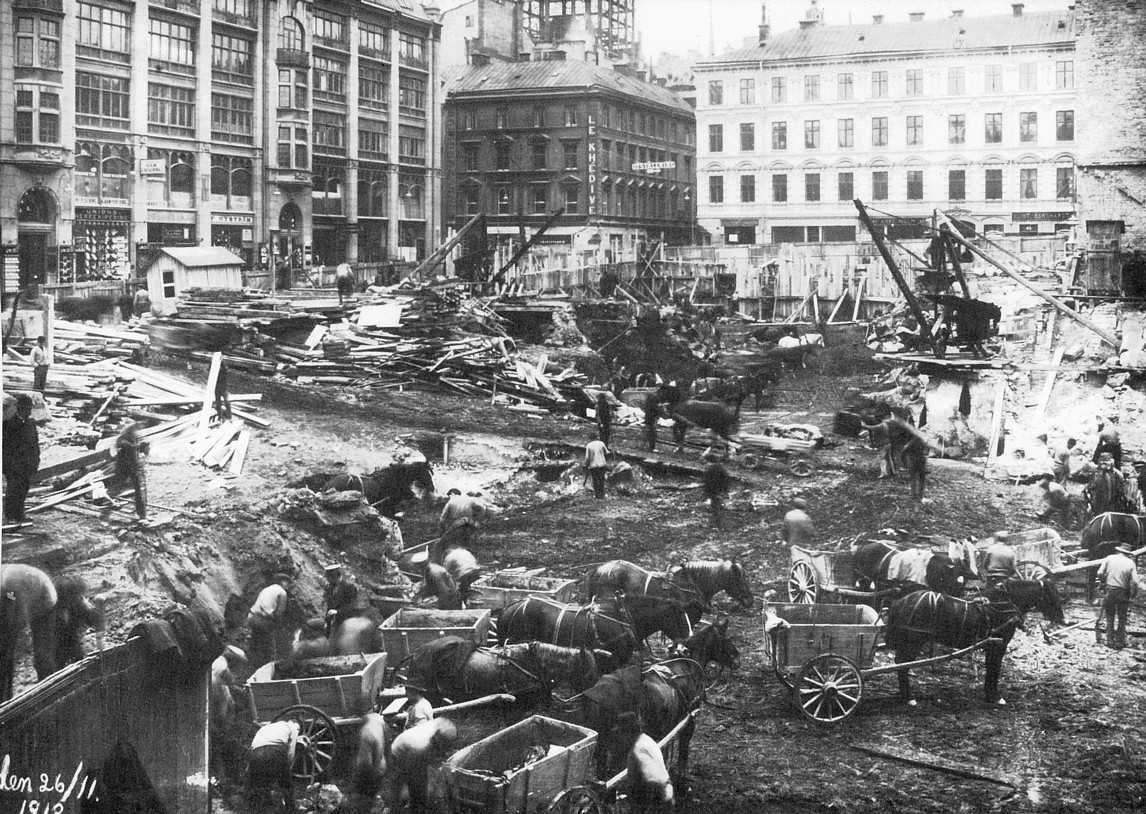
Schaktgropen efter palatset, 1913.